# Саккаро, Джанлуиджи
Джанлуиджи Саккаро (итал. Gianluigi Saccaro; 29 декабря 1938, Милан — 17 февраля 2021, Милан) — итальянский фехтовальщик, олимпийский чемпион.

## Карьера
Саккаро впервые заявил о себе в возрасте 18 лет в 1956 году, когда он был пятым на чемпионате мира среди молодежи, прошедшем в Люксембурге. В 1957 и 1959 году он был вторым, в 1958 году — третьим.
Участвовал в двух Универсиадах. На первой Универсиаде (1959, Турин) стал чемпионом в командной шпаге. В 1963 году в Порту-Алегри он завоевал бронзовые медали в индивидуальных соревнованиях по шпаге, а также в командных соревнованиях по сабле и по шпаге.
Джанлуиджи Саккаро был самым молодым членом легендарной итальянской команды, завоевавшей олимпийское золото на Олимпийских играх 1960 года в Риме. Из-за полученного ранее удара Саккаро пришлось выступать в последних поединках с повязкой на правом глазу.
В 1964 году в Токио Саккаро выиграл командное серебро, а в 1968 году в Мехико — индивидуальную бронзу.
Он также участвовал в восьми чемпионатах мира с 1957 по 1969 год, завоевав в 1957 и 1958 годах командное золото.
В 2015 году был награждён золотой медалью Национального Олимпийского Комитета Италии.